# Michigan Stadium
Michigan Stadium – największy stadion sportowy w Stanach Zjednoczonych, położony w mieście Ann Arbor w stanie Michigan. Stadion został zbudowany w 1927 roku, maksymalna pojemność wynosi obecnie 109 901 widzów. Na stadionie, który jest własnością University of Michigan, swoje mecze rozgrywa drużyna College football Michigan Wolverines. Rekord frekwencji padł 10 września 2011 roku, kiedy spotkanie Michigan Wolverines z Notre Dame Fighting Irish oglądało 114 804 widzów. 11 grudnia 2010 na stadionie ustanowiono nowy rekord świata frekwencji na meczu hokeja, kiedy spotkanie Michigan Wolverines z Michigan State Spartans oglądało 113 411 widzów. Rekord był możliwy, dzięki umieszczeniu specjalnie przygotowanego lodowiska na płycie głównej stadionu.
Na obiekcie 1 stycznia 2014 został zorganizowany jednorazowo ligowy mecz hokeja na lodzie w sezonie NHL (2013/2014) pomiędzy Detroit Red Wings i Toronto Maple Leafs, który obejrzało na trybunach 105 491 widzów.